# Килади
Килади (грч. Κοιλάδι) је насељено место у општини Кукуш у периферији Средишња Македонија, Грчка. Према попису из 2021. године био је 81 становник.
Према бугарском географу и историчару, Василу Канчову, у Киладију је 1900. године живело 80 Турака. Године 1924. турско становништво је принудно исељено у Турску а на њихово место су се населиле грчке избегличке породице из Турске. На попису из 1928. године Килади је имао 97 становника. Село се раније звало Кара Ахматли.